# 1930-as labdarúgó-világbajnokság (egyenes kieséses szakasz)
Az 1930-as labdarúgó-világbajnokság egyenes kieséses szakasza július 26-án kezdődött, és július 30-án ért véget a montevideói Estadio Centenarióban rendezett döntővel. Az egyenes kieséses szakaszban négy csapat vett részt, a csoportok első helyezettjei.
A elődöntők győztesei játszották a döntőt.

## Résztvevők
| Csoport | Első helyen továbbjutott |
| ------- | ------------------------ |
| 1.      | Argentína                |
| 2.      | Jugoszlávia              |
| 3.      | Uruguay                  |
| 4.      | Egyesült Államok         |

## Ágrajz
|  |                        |                  |           |                        |   |           |           |       |
|  | Elődöntők              | Elődöntők        | Elődöntők |                        |   | Döntő     | Döntő     | Döntő |
|  | Elődöntők              | Elődöntők        | Elődöntők |                        |   | Döntő     | Döntő     | Döntő |
|  | július 26., Montevideo |                  |           |                        |   |           |           |       |
|  |                        |                  |           |                        |   |           |           |       |
|  | Argentína              | Argentína        | 6         |                        |   |           |           |       |
|  | Argentína              | Argentína        | 6         | július 30., Montevideo |   |           |           |       |
|  | Egyesült Államok       | Egyesült Államok | 1         |                        |   |           |           |       |
|  | Egyesült Államok       | Egyesült Államok | 1         |                        |   | Argentína | Argentína | 2     |
|  | július 27., Montevideo |                  |           |                        |   | Argentína | Argentína | 2     |
|  |                        |                  | Uruguay   | Uruguay                | 4 |           |           |       |
|  | Uruguay                | Uruguay          | Uruguay   | Uruguay                | 4 | 6         |           |       |
|  | Uruguay                | Uruguay          |           |                        |   |           |           |       |
|  | Jugoszlávia            | Jugoszlávia      | 1         |                        |   |           |           |       |
|  | Jugoszlávia            | Jugoszlávia      | 1         |                        |   |           |           |       |
|  |                        |                  |           |                        |   |           |           |       |

## Elődöntők

### Argentína – Egyesült Államok
| 1930. július 26. 14:45 UYT (UTC-3:30) |

| Argentína                                               | 6–1               | Egyesült Államok |
| ------------------------------------------------------- | ----------------- | ---------------- |
| Monti 20' Scopelli 56' Stábile 69' 87' Peucelle 80' 85' | (1–0) Jegyzőkönyv | Brown 89'        |

| Estadio Centenario, Montevideo Nézőszám: 72 886 Játékvezető: John Langenus (belga) |

| Argentína | USA |

| KA                                   | Juan Botasso          |
| V                                    | José Della Torre      |
| V                                    | Fernando Paternoster  |
| KP                                   | Juan Evaristo         |
| KP                                   | Luis Monti            |
| KP                                   | Rodolfo Orlandini     |
| CS                                   | Carlos Peucelle       |
| CS                                   | Alejandro Scopelli    |
| CS                                   | Guillermo Stábile     |
| CS                                   | Manuel Ferreira (csk) |
| CS                                   | Mario Evaristo        |
| Szövetségi kapitányok:               |                       |
| Francisco Olazar Juan José Tramutola |                       |

| KA                   | Jimmy Douglas    |  |     |
| V                    | Alexander Wood   |  |     |
| V                    | George Moorhouse |  |     |
| KP                   | Jimmy Gallagher  |  |     |
| KP                   | Raphael Tracey   |  | 45' |
| KP                   | Andy Auld        |  |     |
| CS                   | Billy Gonsalves  |  |     |
| CS                   | Tom Florie (csk) |  |     |
| CS                   | Bert Patenaude   |  |     |
| CS                   | Jim Brown        |  |     |
| CS                   | Bart McGhee      |  |     |
| Szövetségi kapitány: |                  |  |     |
| Robert Millar        |                  |  |     |

| Partjelzők: Gaspar Wallejo (mexikói) Alberto Warnken (chilei) |

### Uruguay – Jugoszlávia
| 1930. július 27. 14:45 UYT (UTC-3:30) |

| Uruguay                                     | 6–1               | Jugoszlávia    |
| ------------------------------------------- | ----------------- | -------------- |
| Cea 18' 67' 72' Anselmo 20' 31' Iriarte 61' | (3–1) Jegyzőkönyv | Vujadinović 4' |

| Estadio Centenario, Montevideo Nézőszám: 79 867 Játékvezető: Almeida Rêgo (brazil) |

| Uruguay | Jugoszlávia |

| KA                   | Enrique Ballesteros  |
| V                    | José Nasazzi (csk)   |
| V                    | Ernesto Mascheroni   |
| KP                   | José Leandro Andrade |
| KP                   | Lorenzo Fernández    |
| KP                   | Álvaro Gestido       |
| CS                   | Pablo Dorado         |
| CS                   | Héctor Scarone       |
| CS                   | Peregrino Anselmo    |
| CS                   | Pedro Cea            |
| CS                   | Santos Iriarte       |
| Szövetségi kapitány: |                      |
| Alberto Suppici      |                      |

| KA                   | Milovan Jakšić        |
| V                    | Milutin Ivković (csk) |
| V                    | Dragoslav Mihajlović  |
| KP                   | Milorad Arsenijević   |
| KP                   | Ljubiša Stefanović    |
| KP                   | Momčilo Đokić         |
| CS                   | Aleksandar Tirnanić   |
| CS                   | Blagoje Marjanović    |
| CS                   | Ivan Bek              |
| CS                   | Đorđe Vujadinović     |
| CS                   | Branislav Sekulić     |
| Szövetségi kapitány: |                       |
| Boško Simonović      |                       |

| Partjelzők: Ulises Saucedo (bolíviai) Thomas Balvay (francia) |

## Döntő
| 1930. július 30. 15:30 UYT (UTC-3:30) |

| Uruguay                                   | 4–2               | Argentína                |
| ----------------------------------------- | ----------------- | ------------------------ |
| Dorado 12' Cea 57' Iriarte 68' Castro 89' | (1–2) Jegyzőkönyv | Peucelle 20' Stábile 37' |

| Estadio Centenario, Montevideo Nézőszám: 80 000 Játékvezető: John Langenus (belga) |

| Uruguay | Argentína |

| GK                   |  | Enrique Ballesteros  |
| RB                   |  | José Nasazzi (csk)   |
| LB                   |  | Ernesto Mascheroni   |
| RH                   |  | José Leandro Andrade |
| CH                   |  | Lorenzo Fernández    |
| LH                   |  | Álvaro Gestido       |
| OR                   |  | Pablo Dorado         |
| IR                   |  | Héctor Scarone       |
| CF                   |  | Héctor Castro        |
| IL                   |  | Pedro Cea            |
| OL                   |  | Santos Iriarte       |
| Szövetségi kapitány: |  |                      |
| Alberto Suppici      |  |                      |

| GK                                   |  | Juan Botasso          |
| RB                                   |  | José Della Torre      |
| LB                                   |  | Fernando Paternoster  |
| RH                                   |  | Juan Evaristo         |
| CH                                   |  | Luis Monti            |
| LH                                   |  | Pedro Suárez          |
| OR                                   |  | Carlos Peucelle       |
| IR                                   |  | Francisco Varallo     |
| CF                                   |  | Guillermo Stábile     |
| IL                                   |  | Manuel Ferreira (csk) |
| OL                                   |  | Mario Evaristo        |
| Szövetségi kapitány:                 |  |                       |
| Francisco Olazar Juan José Tramutola |  |                       |

| Partjelzők: Ulises Saucedo (bolíviai) Henry Christophe (belga) |